# Lista de mídias da série Metal Gear

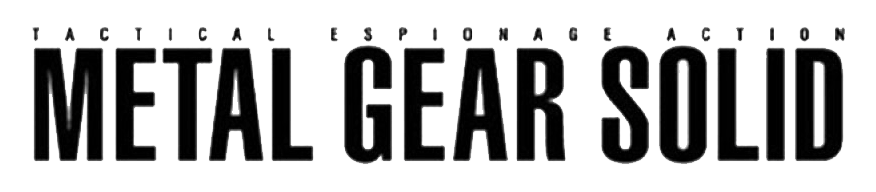
Um dos logotipos da série, utilizado, com pequenas modificações, em Metal Gear Solid 2: Sons of Liberty e Metal Gear Solid 3: Snake Eater

Esta é uma lista de mídias da série Metal Gear, que é uma série de jogos eletrônicos de stealth e ação que foi criada por Hideo Kojima, desenvolvida e publicada pela Konami. A série debutou no Japão em 12 de julho de 1987 com o título Metal Gear e é uma das mais populares séries da Konami, com mais de 26,5 milhões de unidades vendidas. Os jogos se passam num universo semi-fictício com histórias que envolvem um agente de forças especiais (na maioria dos jogos o personagem Solid Snake) que é forçado a destruir a última encarnação da super-arma "Metal Gear", como também ter que resgatar vários reféns e neutralizar ameaças de certas unidades renegadas no processo. Os títulos de Metal Gear têm sido lançados para numerosas plataformas de consoles de videogame, consoles portátil e computadores diferentes, como também vários romances, quadrinhos e outras dramatizações relacionadas. Alguns dos personagens principais da série já participaram de outros jogos da Konami, como também de jogos não relacionados à empresa, como Super Smash Bros. Brawl.
O primeiro jogo foi seguido por uma conversão altamente modificada para o Family Computer/Nintendo Entertainment System, desenvolvida sem o envolvimento de Kojima. Este jogo adquiriu popularidade o bastante para possuir uma sequência lançada, novamente sem o envolvimento de Kojima, fora do Japão. O desenvolvimento deste jogo inspirou Kojima a fazer uma sequência oficial, Metal Gear 2: Solid Snake. Quando a série migrou para os gráficos tridimensionais, Kojima decidiu titular o próximo jogo da série como Metal Gear Solid ao invés de Metal Gear 3; desde então, o título "Solid" tem sido usado em todos os jogos canônicos da série. Vários jogos não-canônicos também foram lançados, incluindo os jogos Metal Gear Acid, que possuem um sistema de jogabilidade baseado em cartas.

## Outras mídias

### Álbuns musicais
| Título                                                                       | Título                                                                       | Data de lançamento     | Duração | Gravadora                           | Referência |
| ---------------------------------------------------------------------------- | ---------------------------------------------------------------------------- | ---------------------- | ------- | ----------------------------------- | ---------- |
|                                                                              |                                                                              |                        |         |                                     |            |
| Metal Gear 2: Solid Snake Original Soundtrack                                | Metal Gear 2: Solid Snake Original Soundtrack                                | 5 de abril de 1991     | 1:00:05 | King Records                        | [ 96 ]     |
|                                                                              |                                                                              |                        |         |                                     |            |
| Metal Gear Solid Original Game Soundtrack                                    | Metal Gear Solid Original Game Soundtrack                                    | 23 de setembro de 1998 | 1:19:51 | King Records                        | [ 97 ]     |
|                                                                              |                                                                              |                        |         |                                     |            |
| Metal Gear >> Solid Snake: Music Compilation of Hideo Kojima/Red Disc        | Metal Gear >> Solid Snake: Music Compilation of Hideo Kojima/Red Disc        | 23 de dezembro de 1998 | 43:40   | Konami                              | [ 98 ]     |
|                                                                              |                                                                              |                        |         |                                     |            |
| Metal Gear Solid 2: Sons of Liberty Original Soundtrack                      | Metal Gear Solid 2: Sons of Liberty Original Soundtrack                      | 29 de novembro, 2001   | 45:49   | Konami Music Entertainment          | [ 99 ]     |
|                                                                              |                                                                              |                        |         |                                     |            |
| Metal Gear Solid 2: Sons of Liberty Soundtrack 2: The Other Side             | Metal Gear Solid 2: Sons of Liberty Soundtrack 2: The Other Side             | 26 de janeiro de 2002  | 57:35   | Konami Music Entertainment          | [ 100 ]    |
|                                                                              |                                                                              |                        |         |                                     |            |
| Metal Gear Solid 2: Substance Original Soundtrack Ultimate Sorter Edition    | Metal Gear Solid 2: Substance Original Soundtrack Ultimate Sorter Edition    | 19 de dezembro, 2002   | 54:13   | Konami Computer Entertainment Japan | [ 101 ]    |
|                                                                              |                                                                              |                        |         |                                     |            |
| Metal Gear Solid 2: Substance Limited Soundtrack Ultimate Sorter Edition     | Metal Gear Solid 2: Substance Limited Soundtrack Ultimate Sorter Edition     | 19 de dezembro, 2002   | 32:40   | Konami Computer Entertainment Japan | [ 102 ]    |
|                                                                              |                                                                              |                        |         |                                     |            |
| Metal Gear Solid 3: Snake Eater – Abstracted Camouflage                      | Metal Gear Solid 3: Snake Eater – Abstracted Camouflage                      | 13 de maio de 2004     | 6:34    | Konami Computer Entertainment Japan | [ 103 ]    |
|                                                                              |                                                                              |                        |         |                                     |            |
| Metal Gear Solid 3: Snake Eater – The First Bite                             | Metal Gear Solid 3: Snake Eater – The First Bite                             | 1 de novembro de 2004  | 23:14   | Konami                              | [ 104 ]    |
|                                                                              |                                                                              |                        |         |                                     |            |
| Metal Gear Solid 3: Snake Eater – Música "Snake Eater" de Metal Gear Solid 3 | Metal Gear Solid 3: Snake Eater – Música "Snake Eater" de Metal Gear Solid 3 | 17 de novembro, 2004   | 18:04   | Konami                              | [ 105 ]    |
|                                                                              |                                                                              |                        |         |                                     |            |
| Metal Gear Solid 3: Snake Eater Original Soundtrack                          | Metal Gear Solid 3: Snake Eater Original Soundtrack                          | 15 de dezembro de 2004 | 2:21:39 | Konami Media Entertainment          | [ 106 ]    |
|                                                                              |                                                                              |                        |         |                                     |            |
| Metal Gear Ac!d & Ac!d2 Original Soundtrack                                  | Metal Gear Ac!d & Ac!d2 Original Soundtrack                                  | 21 de dezembro, 2005   | 2:04:54 | Konami Multi-Media                  | [ 107 ]    |
|                                                                              |                                                                              |                        |         |                                     |            |
| Metal Gear Solid: Portable Ops Original Soundtrack                           | Metal Gear Solid: Portable Ops Original Soundtrack                           | 12 de dezembro de 2006 | 1:13:15 | Konami                              | [ 108 ]    |
|                                                                              |                                                                              |                        |         |                                     |            |
| Metal Gear 20th Anniversary: Metal Gear Music Collection                     | Metal Gear 20th Anniversary: Metal Gear Music Collection                     | 18 de julho de 2007    | 1:04:53 | Konami Digital Entertainment        | [ 109 ]    |
|                                                                              |                                                                              |                        |         |                                     |            |
| Metal Gear Solid 4: Guns of the Patriots Original Soundtrack                 | Metal Gear Solid 4: Guns of the Patriots Original Soundtrack                 | 28 de maio de 2008     | 2:19:38 | Konami Digital Entertainment        | [ 110 ]    |
|                                                                              |                                                                              |                        |         |                                     |            |
| Metal Gear Solid 4: Guns of the Patriots Limited Edition Soundtrack          | Metal Gear Solid 4: Guns of the Patriots Limited Edition Soundtrack          | 12 de junho, 2008      | 1:01:22 | Konami Digital Entertainment        | [ 111 ]    |